# 伊麗莎白牙花鮨
伊麗莎白牙花鮨，為輻鰭魚綱鱸形目鱸亞目鮨科的一個種。

## 分布
本魚分布於中西太平洋區，包括夏威夷群島及詹斯頓環礁等海域。

## 深度
水深107-291公尺。

## 特徵
本魚體側扁，略呈卵圓形，體色艷麗，體下半部粉紅色，上半部為橘色，各魚鰭為粉紅色，背鰭、臀鰭及尾鰭軟條佈延伸成絲狀，體長可達10.9公分。

## 生態
本魚棲息在較深的海域，出現在礫石底質的區域，屬肉食性，以浮游動物為食，具性轉變，為先雌後雄性。